# Biến cố sơ cấp
Trong lý thuyết xác suất, một biến cố sơ cấp (hay còn được gọi là biến cố phần tử, điểm biến cố mẫu) là một biến cố chỉ chứa một kết quả trong không gian mẫu. Biến cố sơ cấp là một đơn vị trong một xác suất. Biến cố sơ cấp và xác suất của nó thường được viết đơn giản và có thể thay đổi cho nhau.